# Inquisitor adenicus
Inquisitor adenicus é uma espécie de gastrópode do gênero Inquisitor, pertencente a família Pseudomelatomidae.